# Bürgermeisterei Mülheim an der Ruhr
Die Bürgermeisterei Mülheim an der Ruhr war eine Bürgermeisterei im Regierungsbezirk Düsseldorf der preußischen Rheinprovinz. Nach 1878 entstanden auf ihrem Gebiet im Rahmen von Neugliederungen aufgrund des starken Bevölkerungswachstums die Bürgermeistereien Broich, Heißen, Styrum, Alstaden, Dümpten und Menden.

## Bürgermeisterei Mülheim an der Ruhr
Bei Einführung von Verwaltungsstrukturen nach französischem Vorbild im Großherzogtum Berg wurde 1808 im Kanton Duisburg des Arrondissements Essen im Département Rhein auch die Mairie (Bürgermeisterei) Mülheim an der Ruhr eingerichtet. Nachdem das Rheinland 1814 an Preußen gefallen war, wurde aus der Mairie die preußische Bürgermeisterei Mülheim an der Ruhr. Diese kam 1816 zum neuen Kreis Essen, der 1823 im Kreis Duisburg aufging.
Die Bürgermeisterei Mülheim an der Ruhr umfasste zunächst die Stadt Mülheim an der Ruhr sowie die Landgemeinden Alstaden, Broich, Dümpten, Eppinghofen, Haarzopf, Heißen (mit Fulerum und Winkhausen), Holthausen, Mellinghofen, Menden, Raadt, Saarn, Speldorf, Styrum.
Die Stadt Mülheim erhielt 1846 die preußische „Revidierte Städteordnung“. Seitdem gab es eine Landbürgermeisterei für die Landgemeinden. 1874 kamen die Stadt- und die Landbürgermeisterei zum neuen Kreis Mülheim an der Ruhr.
Die Landbürgermeisterei wurde am 1. April 1878 aufgeteilt:
- Eppinghofen und Mellinghofen wurden in die Stadt Mülheim eingemeindet.
- Broich, Saarn und Speldorf bildeten die neue Bürgermeisterei Broich.
- Haarzopf, Heißen (mit Fulerum und Winkhausen), Holthausen, Menden und Raadt bildeten die neue Bürgermeisterei Heißen.
- Alstaden, Dümpten und Styrum bildeten die neue Bürgermeisterei Styrum.

Einwohnerentwicklung
| Jahr | Bgm. Mülheim | Bgm. Mülheim | Quelle |
| ---- | ------------ | ------------ | ------ |
| 1816 | 13.414       | 13.414       | [ 7 ]  |
| 1828 | 17.291       | 17.291       | [ 8 ]  |
|      | Stadt        | Land         |        |
| 1871 | 14.267       | 31.355       | [ 4 ]  |

Bürgermeister
- 1808–181300Johann Hermann Voerster
- 1813–181600Johann Heinrich Michels
- 1816–182100Lambert Maubach
- 1821–182200Franz Kniffler
- 1822–184700Christian Weuste
- 1847–185100Georg Friedrich Fritsch
- 1852–185600Wilhelm Oechelhäuser
- 1857–187300Karl Obertüschen
- 1873–187800Heinrich Bang

Die Bürgermeister der 1847 eingerichteten Landbürgermeisterei waren von 1847 bis 1852 Christian Weuste und von 1852 bis 1878 Robert Rheinen.

## Bürgermeisterei Broich
Die 1878 gegründete Bürgermeisterei Broich umfasste die drei Landgemeinden Broich, Saarn und Speldorf. 1895 wurde in der heutigen Graf-Wirich-Straße ein Rathaus errichtet. Am 1. Januar 1904 wurden die drei Gemeinden der Bürgermeisterei in die Stadt Mülheim an der Ruhr eingemeindet, womit das Amt erlosch.
Einwohnerentwicklung
| Jahr | Bgm. Broich | Quelle |
| ---- | ----------- | ------ |
| 1885 | 11.215      | [ 6 ]  |
| 1895 | 16.017      | [ 10 ] |
| 1901 | 20.618      | [ 5 ]  |

Bürgermeister
- 1878–190400Ludwig Mentz

## Bürgermeisterei Heißen

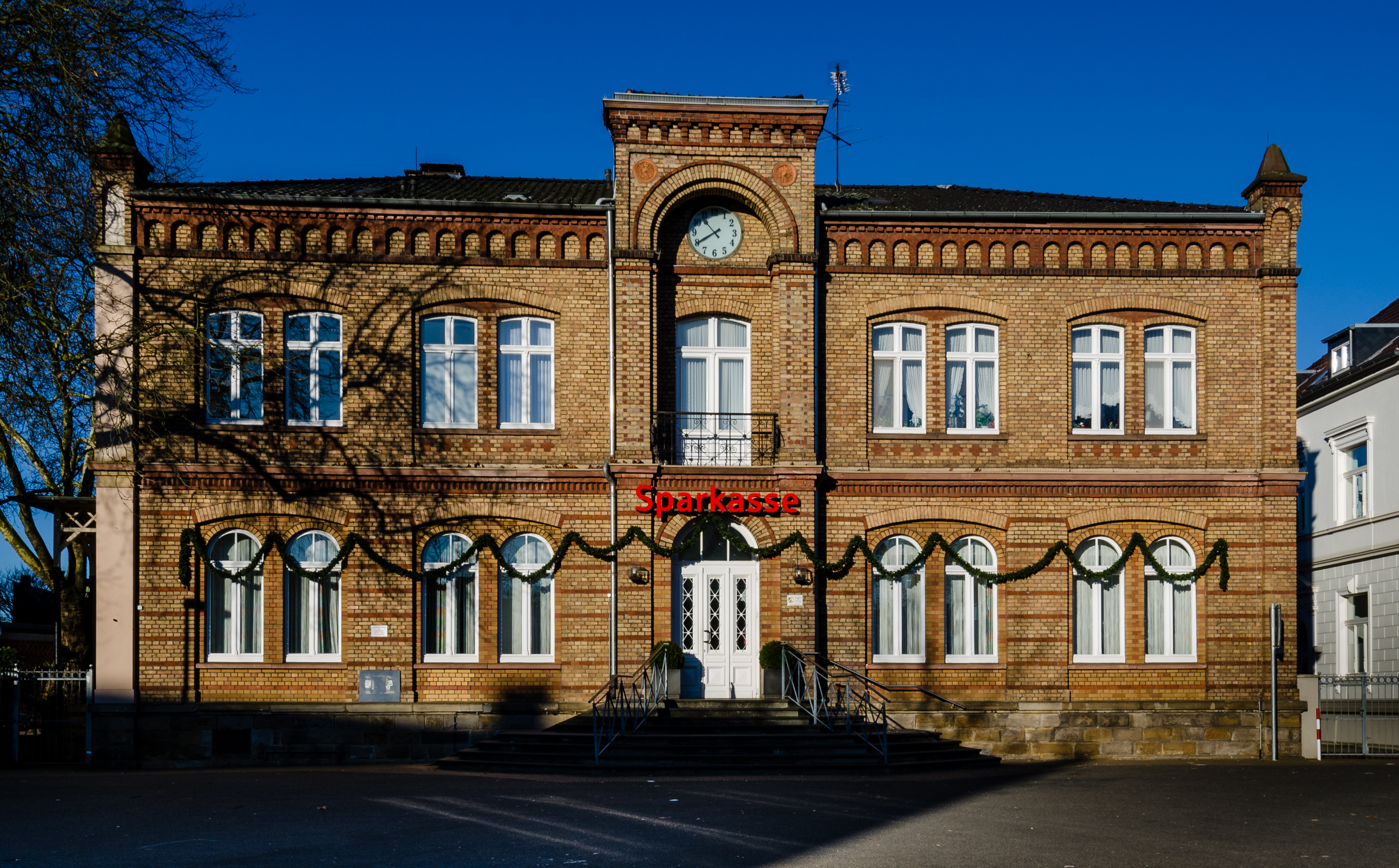
Altes Rathaus Heißen

Die 1878 gegründete Bürgermeisterei Heißen umfasste die fünf Landgemeinden Haarzopf, Heißen (mit Fulerum und Winkhausen), Holthausen, Menden und Raadt. 1879 wurde in der heutigen Hingbergstraße ein neues Rathaus errichtet, das heute als Sparkassenfiliale dient. Am 1. Januar 1904 schied Holthausen aus der Bürgermeisterei aus und wurde in die Stadt Mülheim eingemeindet. Am 1. April 1910 wurde die Bürgermeisterei aufgelöst. Der größte Teil der Gemeinde Heißen wurde in die Stadt Mülheim eingemeindet. Der östliche Teil der Gemeinde Heißen mit dem größten Teil von Fulerum kam zur Stadt Essen. Haarzopf, Menden und Raadt wurden in den Landkreis Essen umgegliedert. Dort bildeten Menden und Raadt die Bürgermeisterei Menden. Haarzopf kam zur Bürgermeisterei Bredeney.
Einwohnerentwicklung
| Jahr | Bgm. Heißen | Quelle |
| ---- | ----------- | ------ |
| 1885 | 8.983       | [ 6 ]  |
| 1895 | 10.595      | [ 10 ] |
| 1905 | 11.422      |        |

Bürgermeister
- 1878–189800Dietrich Meier
- 1898–191000Paul Wasse

## Bürgermeisterei Styrum
Die 1878 gegründete Bürgermeisterei Styrum umfasste die drei Landgemeinden Alstaden, Dümpten und Styrum. 1893 wurde an der heutigen Zastrowstraße ein neues Rathaus errichtet, das im Zweiten Weltkrieg zerstört wurde. Am 1. April 1904 wurde Styrum in die Stadt Mülheim eingemeindet. Alstaden und Dümpten wurden zu eigenen Bürgermeistereien erhoben.
Einwohnerentwicklung
| Jahr | Bgm. Styrum | Quelle |
| ---- | ----------- | ------ |
| 1885 | 18.123      | [ 6 ]  |
| 1895 | 26.729      | [ 10 ] |

Bürgermeister
- 1878–189700Theodor Tschoepke

## Bürgermeisterei Alstaden
Alstaden bildete vom 1. April 1904 bis zum 1. April 1910 eine eigene Bürgermeisterei und wurde dann nach Oberhausen eingemeindet.
Einwohnerentwicklung
| Jahr | Bgm. Alstaden | Quelle |
| ---- | ------------- | ------ |
| 1905 | 11.544        | [ 12 ] |

Bürgermeister
- 1904–191000Ludolf Kewer

## Bürgermeisterei Dümpten

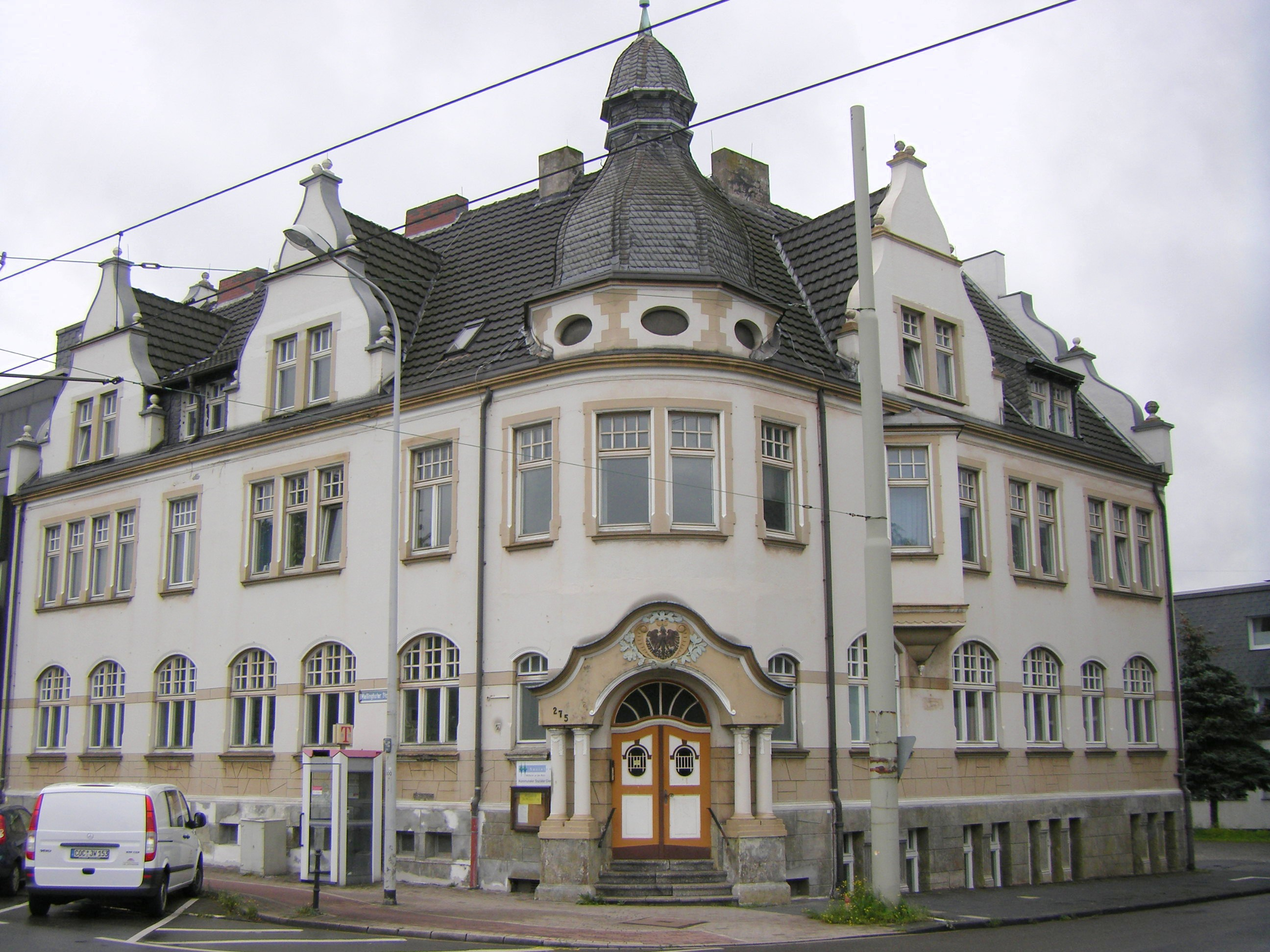
Altes Rathaus Dümpten

Dümpten bildete vom 1. April 1904 bis zum 1. April 1910 eine eigene Bürgermeisterei und wurde dann zwischen Mülheim und Oberhausen aufgeteilt. Ein neues Rathaus wurde an der heutigen Mellinghofer Straße 275 erbaut. Es beherbergt heute eine Begegnungsstätte.
Einwohnerentwicklung
| Jahr | Bgm. Dümpten | Quelle |
| ---- | ------------ | ------ |
| 1905 | 11.722       | [ 12 ] |

Bürgermeister
- 1904–191000Paul Beuther

## Bürgermeisterei Menden
Zur 1910 gegründeten Bürgermeisterei Menden, die zum Landkreis Essen kam, gehörten die beiden Gemeinden Menden und Raadt. Der Sitz der Bürgermeisterei war zunächst in der Windmühlenstraße in Raadt. 1917 wurde das Bürgermeisteramt in die Bergerstraße Menden verlegt. Am 1. Juli 1920 wurden Menden und Raadt in die Stadt Mülheim an der Ruhr eingemeindet.
| Jahr | Bgm. Menden | Quelle |
| ---- | ----------- | ------ |
| 1905 | 1.047       | [ 12 ] |

Bürgermeister
- 1910–192000Ferdinand Roßkothen